# Louis Dumas (architecte)
Pour les articles homonymes, voir Louis Dumas et Dumas.
Louis Dumas, né en 1890 et mort en février 1973 à Montreux, est un architecte établi à Clarens, en Suisse et principalement actif dans la région de Montreux.

## Biographie
Fils d’Alexis Dumas et de Jenny Dentan, Louis Dumas est diplômé du Technicum cantonal de Fribourg au début des années 1920. Entré à la section vaudoise de la Société suisse des ingénieurs et des architectes, il ouvre en 1922, à Clarens, rue du Lac 46, son bureau d’architecture. Son collaborateur, Hermann Schmid (1909- ?), engagé en 1924, devient rapidement un partenaire important, qui dirige le bureau après le décès de Dumas en 1973, et dont l’activité est continuée dès 1979 par son fils, Jean-Pierre Schmid. Dumas épouse Blanche Morel, pharmacienne à Clarens, fille d’un pasteur de l’Église libre à Lausanne.
Dumas et Schmid participent à de nombreux concours, obtenant des premiers prix, notamment pour la cabane alpine du Mont-Fort (1924) à Verbier, pour l’agrandissement du bâtiment du Crédit foncier vaudois à Lausanne (1930), ou encore, bien plus tard, pour le nouveau collège d’Etraz à Montreux (1958).
Leur production architecturale comprend une soixantaine de villas individuelles, ainsi qu’une dizaine d’immeubles d’habitation et d’édifices publics. La villa Enger (1923) à Clarens, d’inspiration encore Heimatstil, a eu les honneurs d’une publication dans la revue La Construction moderne. Une série de maisons individuelles construites à Montreux à l’avenue Eugène-Rambert (notamment au n° 18, bâtie pour un propriétaire Marck en 1924), illustre également l’architecture régionaliste de cette époque.
On doit en outre à Dumas des immeubles locatifs à Montreux; ainsi, pour des coopératives de logement ouvrier (Les Trois Tilleuls et Les Lauriers) en 1955, signalés dans la revue Habitation. Il participe aussi à des opérations de type hôtelier, contribuant à la rénovation de la clinique La Prairie (1952) et à la modernisation des hôtels des Rochers de Naye, du Victoria (Glion), de l’Helvétie (Montreux) et de l’Excelsior (Territet). L’une des constructions les plus monumentales de Dumas est l’agrandissement occidental du bâtiment du Crédit foncier vaudois, à la place Chauderon à Lausanne. Cet imposant immeuble de 1908-1910, construit par Francis Isoz et Louis Brugger a été doté en 1932-1933 d’une aile néo-baroque due aux architectes Louis Dumas, Hermann Schmid et Louis Brugger, ancien collaborateur d’Isoz.
Mais Dumas est capable aussi de pratiquer une architecture résolument moderne, comme témoignent la villa La Rotonde (1931) à Corseaux – détruite en 2018 pour être remplacée par un immeuble—  sans doute influencée par la Villa «Le Lac» ou petite maison de Le Corbusier, de 1923, à Corseaux, ainsi que par le rayonnement du Congrès international d'architecture moderne (CIAM), qui s’est tenu au château de La Sarraz en 1928. Dumas construit dans un style contemporain les immeubles locatifs de Fontanivent (1932), sur les hauts de Montreux, de Clarens (rue de Jaman 1-3) (1934), ou encore de Vevey, à la rue d’Italie 26 (1939).
Bénéficiant de la présence de riches étrangers qui s’installent sur la Riviera vaudoise (certains contacts ont peut-être été établis par l’intermédiaire de sa belle-sœur Alice, qui, dès les années 1920,  tient à Vevey la British and American Pharmacy), Dumas compte parmi ses clients de nombreux anglophones, dont Clinton Cater (villa 1924), Percy Scholes (chalet 1934), ou encore Donald Lindsay Galbreath, célèbre héraldiste, pour lequel il édifie à Montreux une vaste villa en 1940.